# スーパーマグナム

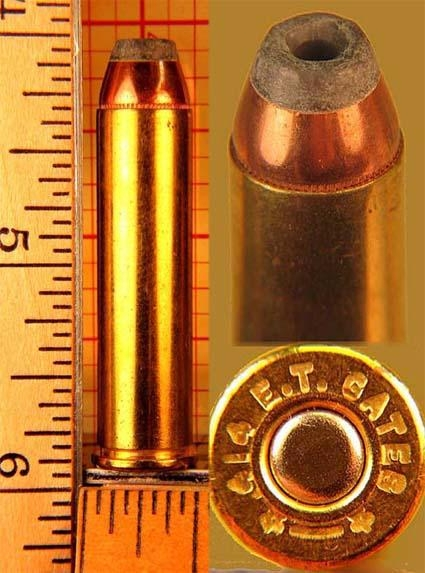
.414スーパーマグ

スーパーマグナム（Super Magnum）は、マグナムをさらに大型化、強力化もしくはその双方を行った実包。通常は拳銃弾に用いられる用語で、装薬部分を延長したものを指す。.17ウィンチェスター・スーパーマグナム弾等ライフル用の実包にも適用される。この場合、単にマグナムと同口径でより強力であることを示すもので、レミントン・ウルトラマグナム等と同様の語である。最も普及したのは、エルジン・ゲイツにより1970年代に提案され、試験が行われた「スーパーマグ」と呼ばれる拳銃弾である。

## 口径

### スーパーマグ
エルジン・ゲイツは、.357、.375、.44、.45、.50、.60口径の実包を試験した。いずれも全長1.610インチ (40.9 mm)で、標準的なマグナムより3⁄10長く、弾丸部分はマグナムのものと同一であった。増大した装薬により、口径初速は30 - 40%の向上が得られた。
1980年代、ダン・ウェッソン・ファイアアームズは、.357、.375、.445のスーパーマグナム弾を使用できる回転式拳銃を発売、2000年には.414がこれに続いている。

### その他のスーパーマグナム
同種の実包は他にも製造例が存在している。
- .327フェデラル・マグナム弾（英語版）、.32 H&Rマグナム弾（英語版）を元に製造。
- .357レミントン・マキシマム弾（英語版）、.357マグナム弾を元にし、.357スーパーマグとほぼ同一のサイズ。
- .460S&Wマグナム弾（英語版）、.454カスール弾を元にするが、後に.45ロング・コルト弾のマグナム版として扱われた。
- .460ローランド弾（英語版）、.45ACP弾を元に製造[2]。

## 口径別の詳細

### .357スーパーマグ
.357マグナム弾を元に開発され、.357スーパーマグを使用できる回転式拳銃であれば、.357マグナム弾と.38スペシャル弾も使用可能である。後年に開発された.357レミントン・マキシマム弾とほぼ同一であり、薬莢の全長が0.005インチ (0.13 mm)長い点が異なるのみである。
ダン・ウェッソン・ファイアアームズ、.357レミントン・マキシマム弾の開発に係わったスターム・ルガーは、この実包を使用可能な回転式拳銃を発売、トンプソン／センター・アームズが、単発式拳銃トンプソン／センター コンテンダーでこれに続いた。
125グレーンの弾丸を装填するためには、銃身上部に切り欠きを設けなければならなかったため、スターム・ルガーによる製造は短命に終わった。ダン・ウェッソン・ファイアアームズは、新たな銃身を供給することで対応したが、顧客の懸念に対応できなかった。結果、一般的にはトンプソン／センター コンテンダー用の実包として残るのみとなった。レミントン・アームズは生産から撤退したが、リロード弾用に薬莢の生産は数年続けられた。
| 弾丸                     | 装薬            | 銃口初速（/秒）       |
| ------------------------ | --------------- | --------------------- |
| RCBS #35-200FN           | 19.0 GRS. H4227 | 1,468フィート (447 m) |
| RCBS #35-200FN           | 19.0 GRS. WW296 | 1,489フィート (454 m) |
| Lyman #358627GC (210 gr) | 19.0 GRS. H4227 | 1,495フィート (456 m) |
| Lyman #358627GC (210 gr) | 19.0 GRS. WW296 | 1,526フィート (465 m) |
| Speer 180 FMJ            | 20.0 GRS. H4227 | 1,371フィート (418 m) |
| Hornady 180 FMJ          | 20.0 GRS. H4227 | 1,427フィート (435 m) |
| Speer 200 FMJ            | 19.0 GRS. H4227 | 1,286フィート (392 m) |

### .375スーパーマグ
.357と.445の間を埋める口径の実包として、ライフル用の.375ウィンチェスター弾を元に開発されたが、生産は打ち切られた。薬莢にはテーパーがかけられているが、これは発砲後にシリンダーに詰まる傾向があったためである。
| 弾丸            | 装薬            | 銃口初速（/秒）       |
| --------------- | --------------- | --------------------- |
| Hornady 220 FMJ | 23.0 GRS. H110  | 1,267フィート (386 m) |
| Hornady 220 FMJ | 22.0 GRS. H4227 | 1,258フィート (383 m) |
| Hornady 220 FMJ | 27.0 GRS. WW680 | 1,364フィート (416 m) |

### .414スーパーマグ
.41レミントン・マグナム弾を元に開発された。

### .445スーパーマグ
.44マグナム弾を元に開発された。.445スーパーマグを使用できる回転式拳銃であれば、全長の短い.44マグナム弾、.44スペシャル弾、.44ロシアン弾を使用できた。
| 弾丸           | 装薬            | 銃口初速（/秒）       | 銃口初速（/秒）       | 銃口初速（/秒）       |
| 弾丸           | 装薬            | 10"                   | 8"                    | 6"                    |
| -------------- | --------------- | --------------------- | --------------------- | --------------------- |
| Sierra 300 JFP | 31.0 GRS. H110  | 1,395フィート (425 m) | 1,394フィート (425 m) | 1,295フィート (395 m) |
| Sierra 300 JFP | 34.0 GRS. WW680 | 1,284フィート (391 m) | 1,247フィート (380 m) | 1,191フィート (363 m) |
| NEI #295.429GC | 30.0 GRS. H110  | 1,512フィート (461 m) | 1,502フィート (458 m) | 1,477フィート (450 m) |
| NEI #295.429GC | 31.0 GRS. H110  | 1,608フィート (490 m) | 1,572フィート (479 m) | 1,498フィート (457 m) |
| NEI #295.429GC | 34.0 GRS. WW680 | 1,554フィート (474 m) | 1,496フィート (456 m) | 1,442フィート (440 m) |
| SSK #310.429   | 31.0 GRS. H110  | 1,546フィート (471 m) | 1,494フィート (455 m) | 1,491フィート (454 m) |
| SSK #310.429   | 34.0 GRS. WW680 | 1,572フィート (479 m) | 1,521フィート (464 m) | 1,500フィート (460 m) |
| Hornady 265 FN | 31.0 GRS. H110  | 1,486フィート (453 m) | 1,459フィート (445 m) | 1,310フィート (400 m) |
| Speer 240 FMJ  | 33.0 GRS. H110  | 1,516フィート (462 m) | 1,517フィート (462 m) | 1,387フィート (423 m) |
| Speer 240 FMJ  | 31.0 GRS. H4227 | 1,514フィート (461 m) | 1,493フィート (455 m) | 1,326フィート (404 m) |
| Speer 240 FMJ  | 38.0 GRS. WW680 | 1,504フィート (458 m) | 1,432フィート (436 m) | 1,353フィート (412 m) |
| Sierra 220 FMJ | 34.0 GRS. H4227 | 1,648フィート (502 m) | 1,635フィート (498 m) | 1,541フィート (470 m) |
| Sierra 220 FMJ | 35.0 GRS. H4227 | 1,759フィート (536 m) | 1,705フィート (520 m) | 1,561フィート (476 m) |
| Sierra 220 FMJ | 36.0 GRS. H4227 | 1,793フィート (547 m) | 1,780フィート (540 m) | 1,640フィート (500 m) |